# 武田良介
武田 良介（たけだ りょうすけ、1979年8月13日 - ）は、日本の政治家。日本共産党所属の元参議院議員（1期）。

## プロフィール
1979年8月、長野県中野市の兼業のりんご農家に兄、姉に続き次男として生まれる。現在は長野市在住。長野県飯山北高等学校卒業。2003年3月、信州大学教育学部を卒業後、日本民主青年同盟長野県委員会の専従役員となる。2004年、民青同盟長野県委員長に就任。2008年6月、結婚し3人の子供を授かる。2013年、党長野県常任委員に任命される。
2012年の第46回衆議院議員総選挙に長野1区から出馬し落選。
2013年の第23回参議院議員通常選挙に比例区から出馬し、落選。
2014年の第46回衆議院議員総選挙に長野1区から出馬し落選。
2016年の第24回参議院議員通常選挙に比例区から出馬し、初当選。
2022年の第26回参議院議員通常選挙に比例区から出馬し、再選を目指すが落選。
2024年の第50回衆議院議員総選挙に長野4区から出馬し、得票率39.78%となったが落選。

## 政策・主張

### 憲法改正
- 憲法改正に反対[7]。
- 憲法9条の改正に反対[7]。

### 消費税
- 2017年4月の消費税率10％への引き上げについて、法改正し、引き上げを延期または中止すべきだ[7]。
- 2020年の新型コロナウイルス感染拡大に伴う景気の悪化を防ぐため、野党連合政権で政権を取った場合に緊急で消費税を5％に減税する公約を掲げている[8]。

### 健康増進法改正
- 日本禁煙学会が2016年の参院選に先駆けて行った受動喫煙防止法についての公開アンケートにおいて、レストランやバーを含む一般市民が出入りする場所は、2020年までに「罰則付きの禁煙とするべきである」と回答している[9]。
- 2018年7月4日の参院本会議において、厚生労働省が提出した法案が喫煙室の設置を認めていることについて、「屋内全面禁煙から程遠い」と批判した[10]。また、同法案が資本金5千万円以下で客席面積100平方メートル以下の飲食店について喫煙を認めており、既存施設の55％が禁煙の適用除外になる点についても、「地方の小規模都市などでは、小規模飲食店がほとんどで、何ら適応されないことも想定され、受動喫煙対策が不十分になることが懸念される」「面積や資本規模で区別せず、全面禁煙とすべき」と主張した[10][11]。
- 2018年7月10日の参院厚生労働委員会において、喫煙店で20歳未満は入店できないという規制が不公平だとして規制を和らげることを求めた参考人に対し、「例外なく全ての店舗を禁煙とするならば、店舗による違いはなくなるがどうか」と質問した[12]。
- 2018年7月12日の参院厚生労働委員会において、厚生労働省が提出した法案が学校や病院などで屋外喫煙できることについて、「敷地内禁煙とすればよい」と主張した[13]。また、加熱式たばこが規制から除外されている点については、「健康被害が明らかとなってからでは遅い。通常のたばこと同様に規制すべきだ」と主張した[13]。さらに、たばこ業界の販売・広告の自主規制が空洞化している点についても、「たばこ製品の陳列自体が宣伝と販売促進に当たる」「若者が特に影響されやすい」「FCTCを厳格に実行するなら、たばこ陳列や広告を規制すべきだ」と主張した[13]。

### その他
- 安全保障関連法は廃止すべき[7]。
- 緊急事態条項の創設に反対[7]。
- 政治的公平性を欠く放送を繰り返した放送局に対し、電波停止を命じる可能性に言及した高市早苗総務相の姿は問題だ[7]。
- 安倍政権の経済政策「アベノミクス」の恩恵は、地方や中小企業に及んでいるとは思わない[7]。
- 環太平洋パートナーシップ協定に反対[7]。
- 原発は日本に必要ない[7]。
- 米軍普天間基地は国外に移設すべき[7]。
- 核武装について、将来にわたって検討すべきでない[7]。

## 選挙歴
| 当落 | 選挙                         | 執行日         | 年齢 | 選挙区       | 政党       | 得票数    | 得票率 | 定数 | 得票順位 /候補者数 | 政党内比例順位 /政党当選者数 |
| ---- | ---------------------------- | -------------- | ---- | ------------ | ---------- | --------- | ------ | ---- | ------------------ | ---------------------------- |
| 落   | 2010年長野県議会議員補欠選挙 | 2010年8月8日   | 30   | 長野市選挙区 | 日本共産党 | 3万6396票 | 24.32% | 1    | 2/2                | /                            |
| 落   | 第46回衆議院議員総選挙       | 2012年12月16日 | 33   | 長野県第1区  | 日本共産党 | 2万7119票 | 11.10% | 1    | 4/4                | /                            |
| 落   | 第23回参議院議員通常選挙     | 2013年07月21日 | 33   | 参議院比例区 | 日本共産党 | 2395票    | ーー   | 48   | /                  | 15/5                         |
| 落   | 第47回衆議院議員総選挙       | 2014年12月14日 | 35   | 長野県第1区  | 日本共産党 | 2万6903票 | 12.80% | 1    | 3/4                | /                            |
| 当   | 第24回参議院議員通常選挙     | 2016年07月10日 | 36   | 参議院比例区 | 日本共産党 | 2万3938票 | ーー   | 48   | /                  | 5/5                          |
| 落   | 第26回参議院議員通常選挙     | 2022年07月10日 | 42   | 参議院比例区 | 日本共産党 | 2万3370票 | ーー   | 50   | /                  | 5/3                          |
| 落   | 第50回衆議院議員総選挙       | 2024年10月27日 | 45   | 長野県第4区  | 日本共産党 | 5万5票    | 39.78% | 1    | 2/2                | /                            |